# Gogo (Niger)
Gogo ist ein Dorf in der Landgemeinde Droum in Niger.

## Geographie
Das von einem traditionellen Ortsvorsteher (chef traditionnel) geleitete Dorf befindet sich rund elf Kilometer nordöstlich des Hauptorts Droum der gleichnamigen Landgemeinde, die zum Departement Mirriah in der Region Zinder gehört. Zu den Siedlungen in der näheren Umgebung von Gogo zählen Garin Sarkin Foulani im Norden, Dan Kiffi im Osten und Gangara Karimou im Südosten.
Es herrscht das Klima der Sahelzone vor, mit einer durchschnittlichen jährlichen Niederschlagsmenge zwischen 300 und 400 mm.

## Geschichte
Ende des 19. Jahrhunderts boten die Märkte von Gogo und weiteren Dörfern in der Region dem in der Stadt Zinder ansässigen bedeutenden Händler Malan Yaroh jene Handwerksprodukte, Pelze, Tierhäute und Henna, die er für den Transsaharahandel benötigte. Der Markt in Gogo zählt zu den kleinen Märkten in der Region, die zu Beginn des 20. Jahrhunderts von der französischen Verwaltung zugelassen wurden. Seit Mitte der 1950er Jahre wurde Trinkwasser aus Gogo zur Versorgung der Stadt Zinder verwendet. Bei einer Untersuchung im Jahr 1990 wurde beim Befall mit der Saugwürmer-Art Schistosoma haematobium unter den 10- bis 13-Jährigen im Ort eine Prävalenz von 70 Prozent festgestellt. Der staatliche Stromversorger NIGELEC elektrifizierte das Dorf im Jahr 2013.

## Bevölkerung
Bei der Volkszählung 2012 hatte Gogo 3868 Einwohner, die in 730 Haushalten lebten. Bei der Volkszählung 2001 betrug die Einwohnerzahl 2907 in 515 Haushalten und bei der Volkszählung 1988 belief sich die Einwohnerzahl auf 2301 in 418 Haushalten.

## Wirtschaft und Infrastruktur
Mit einem Centre de Santé Intégré (CSI) ist ein Gesundheitszentrum im Dorf vorhanden. Es gibt eine Schule.